# 惣管
惣管（そうかん）とは、日本の奈良時代の初めに畿内の治安維持と行政監察を任務として置かれた臨時の官職である。鎮撫使とともに設置された。のちの平安時代末期にも設置された。

## 概要

### 奈良時代
天平3年（731年）11月に、畿内に大惣管・副惣管、山陰道・山陽道・南海道に鎮撫使を設置したとある。この時大惣管には新田部親王、副惣管には藤原宇合が任命され、宇合および、鎮撫使に任命された多治比県守・藤原麻呂・大伴道足は参議であった。
『続日本紀』巻第十一によると、
とあり、帯剣したままで、天皇の口勅による命令を直接受けることができた。判吏（判官）2人、主事（主典）4人が随行し、内外の文官や武官で六位以上のもので、兵術や文筆に素養のあるものを抽出して任命された。大惣管には傔仗10人、副惣管には6人が与えられた。傔仗、および鎮撫使の随身は弓矢で武装することになっており、朝夕つつしんで仕えることになっていた。彼らは惣管や鎮撫使の査定を受け、『考課令』69条「考帳内条」、『選叙令』14条「叙舎人史生条」に基づいて、叙位の対象とされた。惣管が管轄区域の現地に赴く場合は、騎兵30疋を従えることが許された。
その職掌は、平城京と畿内の兵馬を差発（動員）することであり、徒党を組んで集団の勢いをかり、老人や年少のもの、貧賤の者をおどし、圧迫したり、奪ったり、時政を是非し、人物の批判をしたりする者、およびよこしまなことや冤罪に関することを調査し、盗賊や妖言、自ら衛府の役人でもないのに、兵刃（武器）をとるものを断罪し、適当な時に国司や郡司の治績を巡察して、彼らの善悪を知ったら、必ず朝廷に奏聞することであった。報告が遅れて、恩赦になるようなことのないようにせよ、とも定められており、罪を犯した者を見つけたならば、杖罪で100杖以下の場合はまず判決を下し、その場で奏聞することも定められてあった。鎮撫使にも同様の権利が与えられたが、兵馬差発については、惣管だけにしか認められなかった。
これらは、天平2年（730年）9月以降の京・諸国の盗賊・海賊の害、安芸国・周防国の人による死魂の妖祠、京の山原における多人数の集会、兵馬人衆を発しての狩猟の横行などの社会不安によるものであり、さらに言えば、長屋王の変や渤海使の来朝、旱害・飢餓による人心の動揺や社会不安による反国家的な動きに対し、武力による鎮圧を図ったものである。とりわけ反政府的な行動、私的な武力に対して、律令政府が厳しい警戒的な態度を示したことが窺われる。
惣管・鎮撫使の停止に関する記事は存在せず、その使人の多くは天平4年（732年）8月に節度使に任命されている。

### 平安時代
平安時代末期の平氏政権下の治承5年（1181年）正月19日、平清盛の三男の平宗盛が畿内惣官に任命される。これは五畿内・近江・伊賀・伊勢・丹波の9カ国にまたがる強力な軍事指揮権であり、軍事作戦遂行のために必要な諸権限を平氏が全面的に掌握することを公的に認めるものだった。この権限をもって、平氏政権は東国政権（のちの鎌倉幕府）と相対するはずであったが、平氏政権は治承・寿永の乱で敗退・崩壊し、惣官の宗盛も処刑された。
のちの鎌倉政権代表の源頼朝が、前任の右近衛大将に代わる自己の地位の象徴として「大将軍」を望んだ際、朝廷から「惣官」「征東大将軍」「征夷大将軍」「上将軍」の4つの候補が提案されて検討された結果、刑死した宗盛の任官した「惣官」は凶例であるとして斥けられ、以後、惣官の地位が世に現れることはなかった。